# Кицешти (Арђеш)
Кицешти (рум. Chițești) насеље је у Румунији у округу Арђеш у општини Богаци. Oпштина се налази на надморској висини од 299 m.

## Становништво
Према подацима из 2002. године у насељу је живело 330 становника, од којих су сви румунске националности.